# سیارک ۱۶۷۹۶
سیارک ۱۶۷۹۶ (به انگلیسی: 16796 Shinji، نامگذاری:1997CY16)۱۶۷۹۶مین سیارک کشف شده‌است که در ۰۶ فوریه ۱۹۹۷ کشف شد.